# Список библейских имён/Л
Библейские имена собственные, начинающиеся с буквы Л, — предмет изучения библейской ономастики (ономатологии), отрасли библеистики, изучающей упоминаемые в Библии собственные имена персоналий, теофорные имена, а также названия городов, местностей и пр.. В список включены имена: привычные для еврейского читателя Ветхого Завета — согласно ЕЭБЕ, привычные для русского читателя Синодального перевода — согласно БЭАН; а также свойственный библейским именам символический смысл.

## Ла~
| Википедия             | ЕЭБЕ                                            | БЭАН                    | Смысл имени согласно БЭАН и ЕЭБЕ        | Строка Библии |
| --------------------- | ----------------------------------------------- | ----------------------- | --------------------------------------- | --- |
| Лабен (Библия)        |                                                 | Лабен, Мот Лабен        | белый                                   | (Пс. 9:1) «Начальнику хора. По смерти Лабена. Псалом Давида» |
| Лаван (местность)     | Лабан, местность (Лебон; Лобен)                 | Лаван (а)               |                                         | (Втор. 1:1) «говорил Моисей всем Израильтянам за Иорданом в пустыне на равнине против Суфа, между Фараном и Тофелом, и Лаваном…»                                                                     |
| Лаван                 | Лабан, тесть Якова                              | Лаван (б)               |                                         | |
| Лагад                 |                                                 | Лагад                   | [из племени цорян ] «пламя»             | |
| Ладан                 | Ладон                                           | Ладан; Ливан (вещество) | евр. лот                                | (Исх. 30:34) «возьми себе благовонных веществ: стакти, ониха, халвана душистого и чистого ливана» (Быт. 43:11) «отнесите в дар тому человеку несколько бальзама и несколько мёду, стираксы и ладану» |
| Лаеда                 |                                                 | Лаеда                   | порядок                                 | |
| Лаедан                |                                                 | Лаедан                  | приведенный в порякок                   | |
| Лазарь из Вифании     | —                                               | Лазарь (б), Елиезар     | Божья помощь                            | |
| Лазарь (нищий)        | —                                               | Лазарь (а)              | Божья помощь                            | |
| Лаис (местность)      | Лаиш, местность в уделе Вениамина               | Лаис (б)                | сильный, или льву подобный              | (Ис. 10:30) «Вой голосом твоим, дочь Галима; пусть услышит тебя Лаис, бедный Анафоф!» |
| Дан (бывший Лаис)     | Лаиш                                            | Лаис (а)                | сильный, или льву подобный              | (Суд. 18:7) «пришли в Лаис, и увидели народ, который в нём, что он живёт покойно, по обычаю Сидонян, тих и беспечен…»                                                                                |
| Лаиш (отец Фалтия)    |                                                 | Лаиш                    |                                         | |
| Спартанцы             |                                                 | Лакедемоняне            |                                         | |
| Лаккум                | Лаккум                                          | Лаккум                  | крепость                                | |
| Лаккун                |                                                 | Лаккун                  |                                         | |
| Ламех (потомок Каина) | Лемех (1)                                       | Ламех (а)               | могущественный, сильный                 | |
| Ламех (потомок Сифа)  | Лемех (2)                                       | Ламех (б)               | могущественный, сильный                 | |
| Лаодикея              | Лаодикея (1)                                    | Лаодикия                | [город] народный суд                    | |
| Лапидоф               | Лаппидот                                        | Лапидоф                 | ЕЭБЕ: фитили БЭАН: факел, пламя         | |
| Ласея                 | —                                               | Ласея                   | [город] грубый, суровый                 | |
| Ласфен                |                                                 | Ласфен                  |                                         | |
| Латтус                |                                                 | Латтус (Хаттуш)         |                                         | |
| Лахиш                 | Лахиш                                           | Лахис                   | [город] холм, возвышение                | |
| Лахмас                | Лахмас                                          | Лахмас                  | место сражения                          | |
| Лахмий                |                                                 | Лахмий                  | воитель                                 | |
| Лаша (город)          | Лаша (Леша)                                     | Лаша                    | [город] трещина или родник, источник    | |
| Шарон (равнина)       | Лашшарон, Сарон; вероятно «царь Афека в Шароне» | Шарон                   | [ ханаанейское государство или равнина] | (Нав. 12:18) «Один царь Афека, один царь Шарона» |

## Ле~
| Википедия       | ЕЭБЕ                   | БЭАН                  | Смысл имени согласно БЭАН и ЕЭБЕ                | Строка Библии                                                                                           |
| --------------- | ---------------------- | --------------------- | ----------------------------------------------- | --- |
| Лебана          | Лебана                 | Лебана, Левана, Лаван | белый и бледный                                 | |
| Леваоф          |                        | Леваоф                | [город] львицы                                  | |
| Левий           | Леви (Левий)           | Левий                 | привязанность                                   | |
| Левиафан        | Левиафан               | Левиафан (крокодил)   |                                                 | (Иов. 40:20) «Можешь ли ты удою вытащить левиафана… ?»                                                  |
| Левис (Библия)  |                        | Левис                 |                                                 | |
| Левиты          | Левиты                 | Левиты                | [потомки Левия ]                                | |
| Левкамай        |                        | Левкамай              | сердце врагов моих                              | |
| Левкий (Библия  | —                      | Левкий (Луций)        |                                                 | |
| Левона          | Лебона                 | Левона                | [город] ладан                                   | |
| Легавим         | Легабим; Лубим (мн.ч.) | Легавим               | [ливийцы] пламя; пламенный                      | |
| Лемуил          | Лемуэль (Лемоэль)      | Лемуил                | посвящённый Богу                                | |
| Лепта           | Лепта                  | Лепта                 | [медная греческая монета]                       | (Мр. 12:42) «одна бедная вдова положила две лепты, что составляет кодрант»                              |
| Лестница Иакова |                        | Лестница              |                                                 | (Быт. 28:12) Иаков «увидел во сне: вот, лестница стоит на земле, а верх её касается неба»               |
| Летаа           |                        | Летаа                 |                                                 | (Лев. 11:30) «пресмыкающихся по земле: … анака, хамелеон, летаа, хомет и тиншемет»                      |
| Летушим         | Летушим (мн.ч.)        | Летушим               | пораженный, или острый                          | (Быт. 25:3) «Сыны Дедана были: … Ашурим, Летушим и Леюмим»                                              |
| Леюмим          | Леуммим (мн.ч.)        |                       | [народности]                                    | (Быт. 25:3) «Сыны Дедана были: … Ашурим, Летушим и Леюмим»                                              |
| Леха            | Леха                   | Леха                  | ЕЭБЕ: [город]; БЭАН: [персонаж, сын Ира] ссылка | (1Пар. 4:21) «Ир, отец Лехи»                                                                            |
| Лехи (Библия)   | Лехи                   | Лехи, Рамаф-Лехи      | [местность] челюсть                             | |
| Ласем           | Лешем (Дан)            |                       | [город]                                         | (Нав. 19:47) «сыны Дановы пошли войною на Ласем и взяли его… и поселились в нём, и назвали Ласем Даном» |

## Ли~
| Википедия                     | ЕЭБЕ              | БЭАН                                       | Смысл имени согласно БЭАН и ЕЭБЕ | Строка Библии                                                                       |
| ----------------------------- | ----------------- | ------------------------------------------ | -------------------------------- | ----------------------------------------------------------------------------------- |
| Либертинцы                    | —                 | Либертинцы                                 | вольноотпущенники                |                                                                                     |
| Ливан (хребет)                | Ливан             | Ливан (горы)                               | белый                            |                                                                                     |
| Ливия, Ливияне                | Ливия             | Ливия, Ливияне (Лувим; Легавим)            | жители земли, опалённой солнцем  |                                                                                     |
| Ливна                         | Либна (1)         | Ливна (б)                                  | [ханаанский город] белый         | (Нав. 19:29) «пошел Иисус и все Израильтяне с ним из Македа к Ливне»                |
| Ливна                         | Либна (2)         | Ливна (а)                                  | [стан израильтян] белый          | (Чис. 33:20) «отправились из Римнон-Фареца и расположились станом в Ливне»          |
| Ливни (Библия)                | Либни             | Ливни                                      | белизна                          |                                                                                     |
| Лод                           | Лидда (Диосполис) | Лидда (Лод)                                | разделение                       |                                                                                     |
| Лодевар                       | Лидебир (Лодебар) | Лодевар, Давир; Кириаф-Сефер; Кириаф-Санна |                                  |                                                                                     |
| Лидия, Лидийцы                | Лидия             | Лидия, Лидийцы (а)                         |                                  |                                                                                     |
| Лидия из Фиатир               | —                 | Лидия (б)                                  |                                  | (Деян. 16:14) «одна женщина из города Фиатир, именем Лидия, торговавшая багряницею» |
| Ликаония                      |                   | Ликаония                                   |                                  |                                                                                     |
| Ликия                         |                   | Ликия                                      |                                  |                                                                                     |
| Ликхи                         |                   | Ликхи                                      | ученый                           |                                                                                     |
| Лин (папа римский)            | —                 | Лин                                        |                                  |                                                                                     |
| Лисаний (тетрарх Абилены)     | —                 | Лисаний                                    |                                  |                                                                                     |
| Лисий (придворный Антиоха IV) | Лисий (Лизиад)    | Лисий (а)                                  |                                  |                                                                                     |
| Клавдий Лисий                 | —                 | Лисий (б); Клавдий Лисий                   |                                  |                                                                                     |
| Лисимах, сын Птоломея         |                   | Лисимах а)                                 |                                  |                                                                                     |
| Лисимах, брат Менелая         |                   | Лисимах б)                                 |                                  |                                                                                     |
| Листра                        |                   | Листра                                     | [город]                          |                                                                                     |
| Литра                         | —                 | Литра                                      | [мера веса]                      | (Иоан. 19:39) Никодим «принес состав из смирны и алоя, литр около ста»              |
| Лифостротон                   |                   | (греч.) Лифостротон; (евр.) Гаввафа        | возвышенное место; помост        |                                                                                     |
| Лия                           | Лия               | Лия                                        | слабая                           |                                                                                     |

## Ло~
| Википедия      | ЕЭБЕ          | БЭАН           | Смысл имени согласно БЭАН и ЕЭБЕ     | Строка Библии                                            |
| -------------- | ------------- | -------------- | ------------------------------------ | -------------------------------------------------------- |
| Лоамми         |               | Лоамми         | не мой народ                         |                                                          |
| Ловна          |               | Ловна          |                                      |                                                          |
| Лог (мера)     |               | Лог            |                                      | (Лев. 14:10) «в восьмой день возьмет он … один лог елея» |
| Лозон (Библия) |               | Лозон (Даркон) |                                      |                                                          |
| Лоида          | —             | Лоида          |                                      |                                                          |
| Лорухама       |               | Лорухама       | непомилованная                       |                                                          |
| Лот (Библия)   | Лот           | Лот            | покров, покрывало                    |                                                          |
| Лотан          | Лотан         | Лотан          | скрытие, покров                      |                                                          |
| Лотова жена    | Столб соляной | Лотова жена    |                                      |                                                          |
| Лохеш          | Галохеш       | Лохеш          | ЕЭБЕ: шептун; знахарь; БЭАН: чародей |                                                          |

## Лу~
| Википедия         | ЕЭБЕ                           | БЭАН                   | Смысл имени согласно БЭАН и ЕЭБЕ | Строка Библии |
| ----------------- | ------------------------------ | ---------------------- | -------------------------------- | --- |
| Лубим             | Лубим (мн.ч.); египетск. Ra-bu | Легавим                | [ливийцы] пламя; пламенный       | (Наум. 3:9) «Копты и Ливийцы приходили на помощь тебе» |
| Луд               | Луд                            | Луд                    |                                  | |
| Лудяне            |                                | Лудяне                 | [африканцы]                      | |
| Вефиль            | Луз (Бет-Эль)                  | Луз                    | [город] миндальное дерево        | |
| Лука (евангелист) | —                              | Лука евангелист        |                                  | |
| Лулаб             | Лулаб                          | Пальмовые ветви        | пальмовая ветвь                  | (Лев. 23:40) «возьмите себе ветви красивых дерев, ветви пальмовые и ветви дерев широколиственных и верб речных»                                                                                                 |
| Луна              | Луна                           | Луна (меньшее светило) | странствующая; белая             | (Быт. 1:16) «создал Бог два светила великие: светило большее, для управления днем, и светило меньшее, для управления ночью» (Быт. 37:9) «видел ещё сон: вот, солнце и луна и одиннадцать звезд поклоняются мне» |
| Лухит (Библия)    | Лухит                          | Лухит                  | из досок сделанный               | |
| Луций Киринеянин  |                                | Луций                  |                                  | |
| Лучица (Библия)   |                                | Лучица                 | [растение]                       | |

## Лю~
| Википедия        | ЕЭБЕ    | БЭАН                          | Смысл имени согласно БЭАН и ЕЭБЕ | Строка Библии                                                     |
| ---------------- | ------- | ----------------------------- | -------------------------------- | ----------------------------------------------------------------- |
| Люцифер; Денница | Люцифер | Денница (люцифер, светоносец) | Светоносец                       | (Ис. 14:12) «упал ты с неба, денница, сын зари! разбился о землю» |